# Heining (Laufen)
Heining ist ein Ortsteil der Stadt Laufen im oberbayerischen Landkreis Berchtesgadener Land und war bis 1. Januar 1970 eine selbständige Gemeinde im damaligen Landkreis Laufen.

## Geografie
Die Gemeinde lag im östlichen Rupertiwinkel auf einer Höhe von etwa 405 bis 470 m ü. NN. Die Gegend ist geprägt durch nacheiszeitlich entstandene Kiesböden, die die östlich nahe dem Ortsgebiet fließende Salzach als Geschiebe beim Abschmelzen des Salzachgletschers herangefördert hat. Südlich des ehemaligen Gemeindegebietes liegt der Abtsdorfer See, der in einer Schürfungsmulde des Gletschers gelegen, ebenfalls nacheiszeitlicher Entstehung ist.

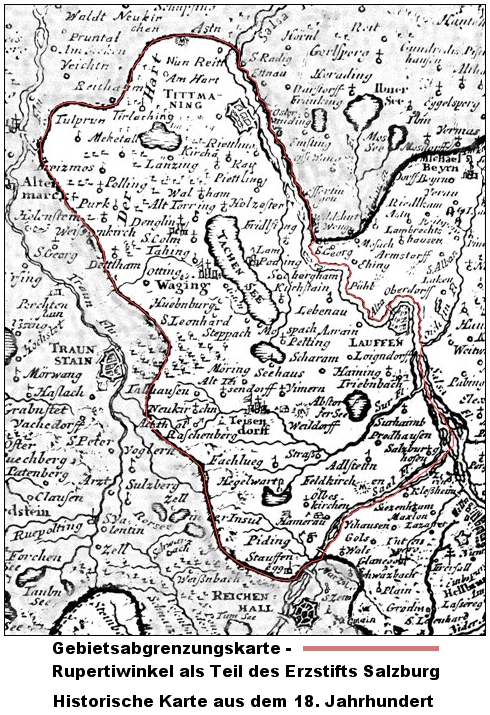
Haining auf Karte des 18. Jahrhunderts

Das ehemalige Gemeindegebiet auf einer Karte aus dem Jahr 1879. (Original und Bearbeitung Stadtarchiv Laufen)

### Ortsteile
Abtsee, Arzenpoint, Daring, Fisching, Gastag, Haiden, Kletzling, Lepperding, Moosham, Niederheining, Oberhaslach, Oberheining, Seebad, Seethal, Steinbach, Thannberg, Thannhausen, Unterhaslach, Wiedmannsfelden

## Geschichte
Die Gegend war bereits in der Kupfersteinzeit von Menschen begangen, wie einzelne Lesefunde belegen. Zur Zeit der Kelten wurde die Salzach zu einem wichtigen Handelsweg des namensstiftenden Salzfernhandels. Zwischen Niederheining und Daring befinden sich Grabhügel mit Bestattungen aus der Hallstattzeit und der römischen Kaiserzeit. Urkundliche Ersterwähnungen datieren aus der karolingischen Zeit und die dörflichen Ansiedlungen entstanden in der Zeit der Salier. Bis ins 18. Jahrhundert hinein war die übliche Schreibweise der Ortsnamens Haining (siehe Karte). Erst nach dem bayerischen Gemeindeedikt setzte sich das heute gebräuchliche Heining durch.
Das bayerische Urkataster zeigt Heining in den 1810er Jahren als einen Weiler mit sieben Höfen und einem Weiher westlich.
1970 erfolgte die Eingemeindung in die Stadt Laufen. Zahlreiche Bau- und Bodendenkmale sind in den Ortsteilen erhalten.

## Sehenswürdigkeiten

### Kirche
Die Kirche in Niederheining wurde erstmals 788/790 erwähnt. Der heutige katholische Kirche St. Laurentius in Niederheining (Filialkirche der Pfarrei Laufen) ist vermutlich Ende des 15. Jahrhunderts erbaut worden und überbaut die untertägigen Reste des Vorgängerbaues. Die Kirchenglocke ist auf 1491 datiert. 1666 wurde das Langhaus nach Westen verlängert und im 17/18. Jahrhundert die Kirchhofummauerung ergänzt.

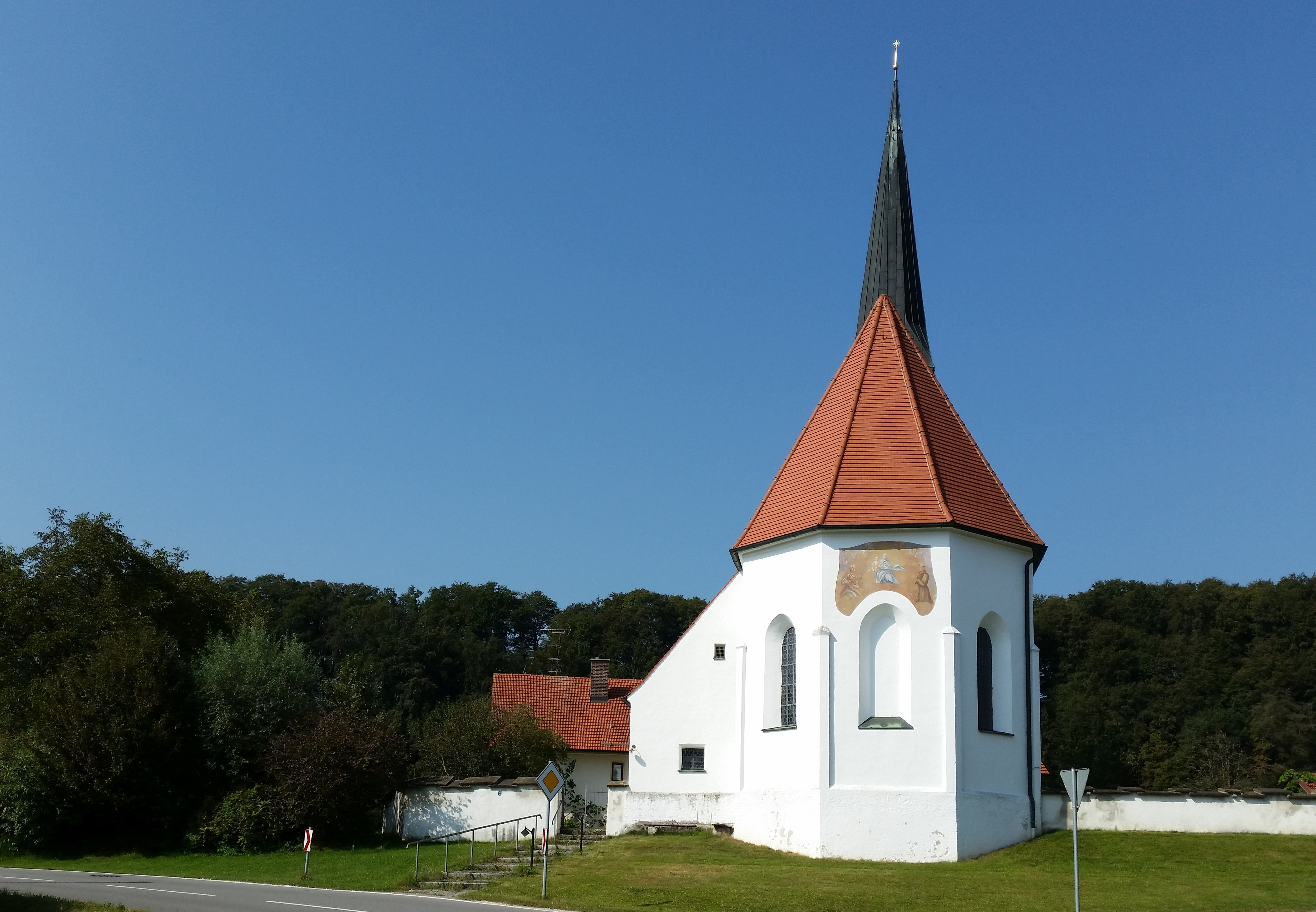
St. Laurentius (2016) Blick von Osten
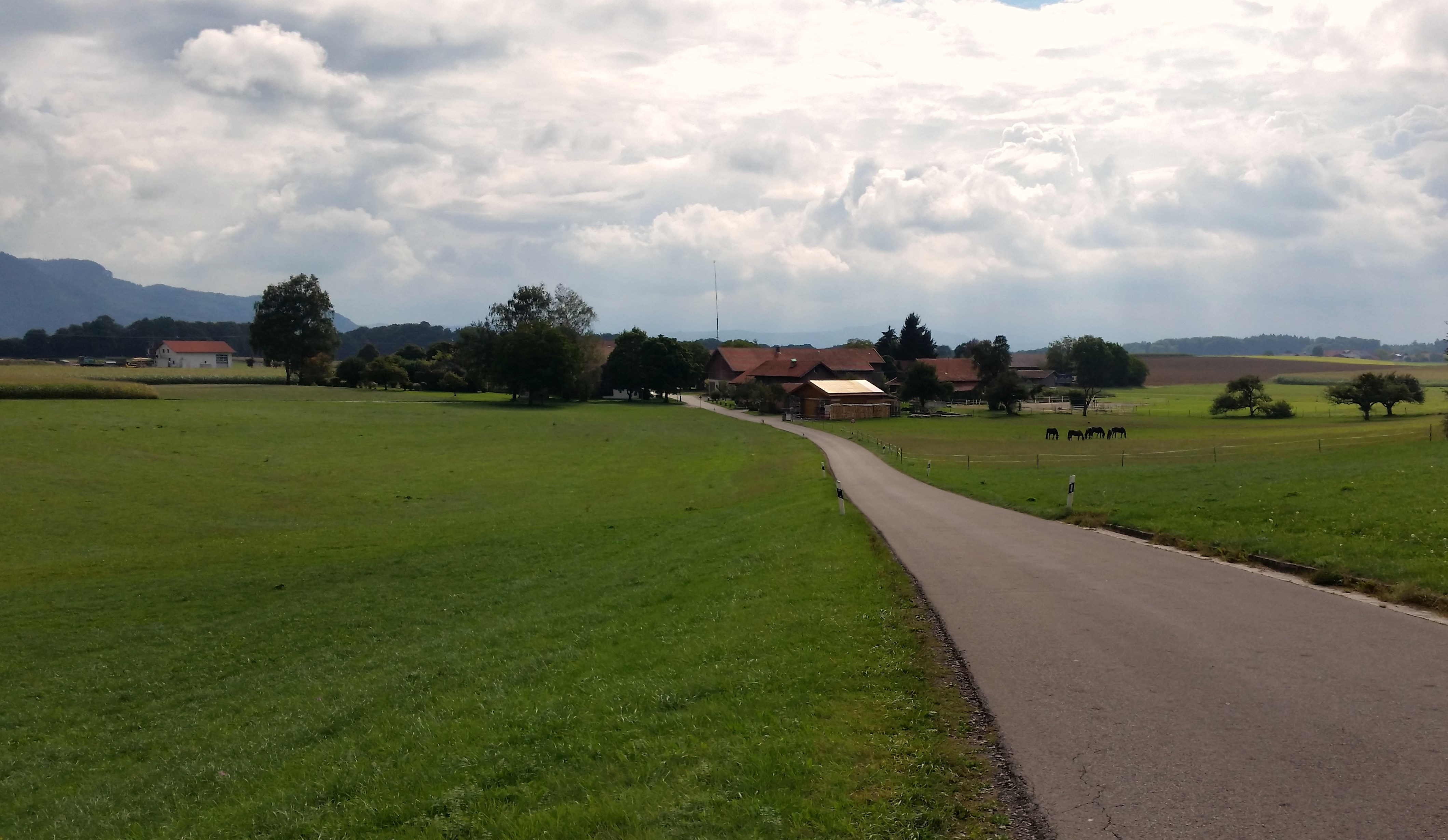
Landschaft bei Daring
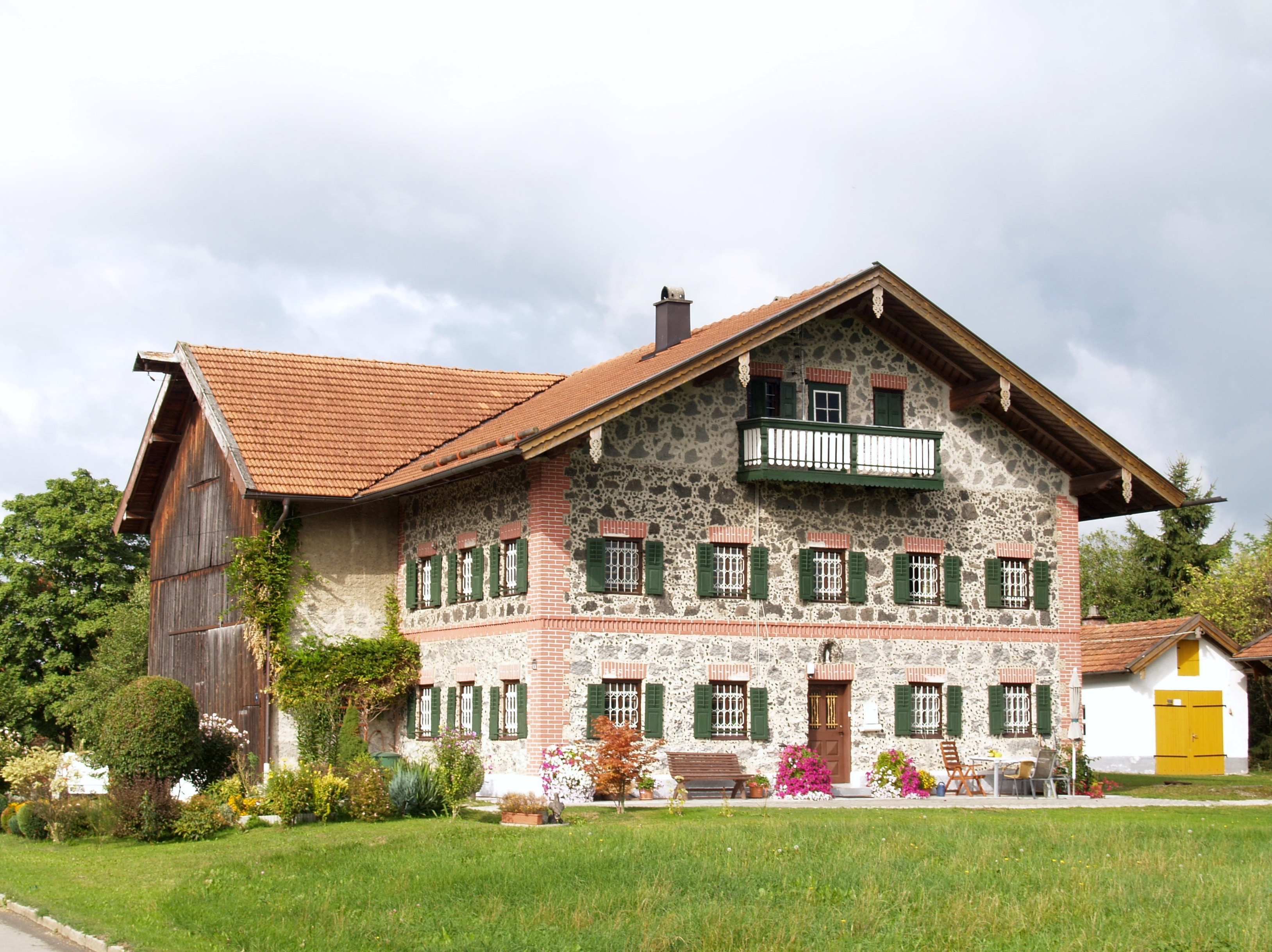
Bauernhaus in Daring
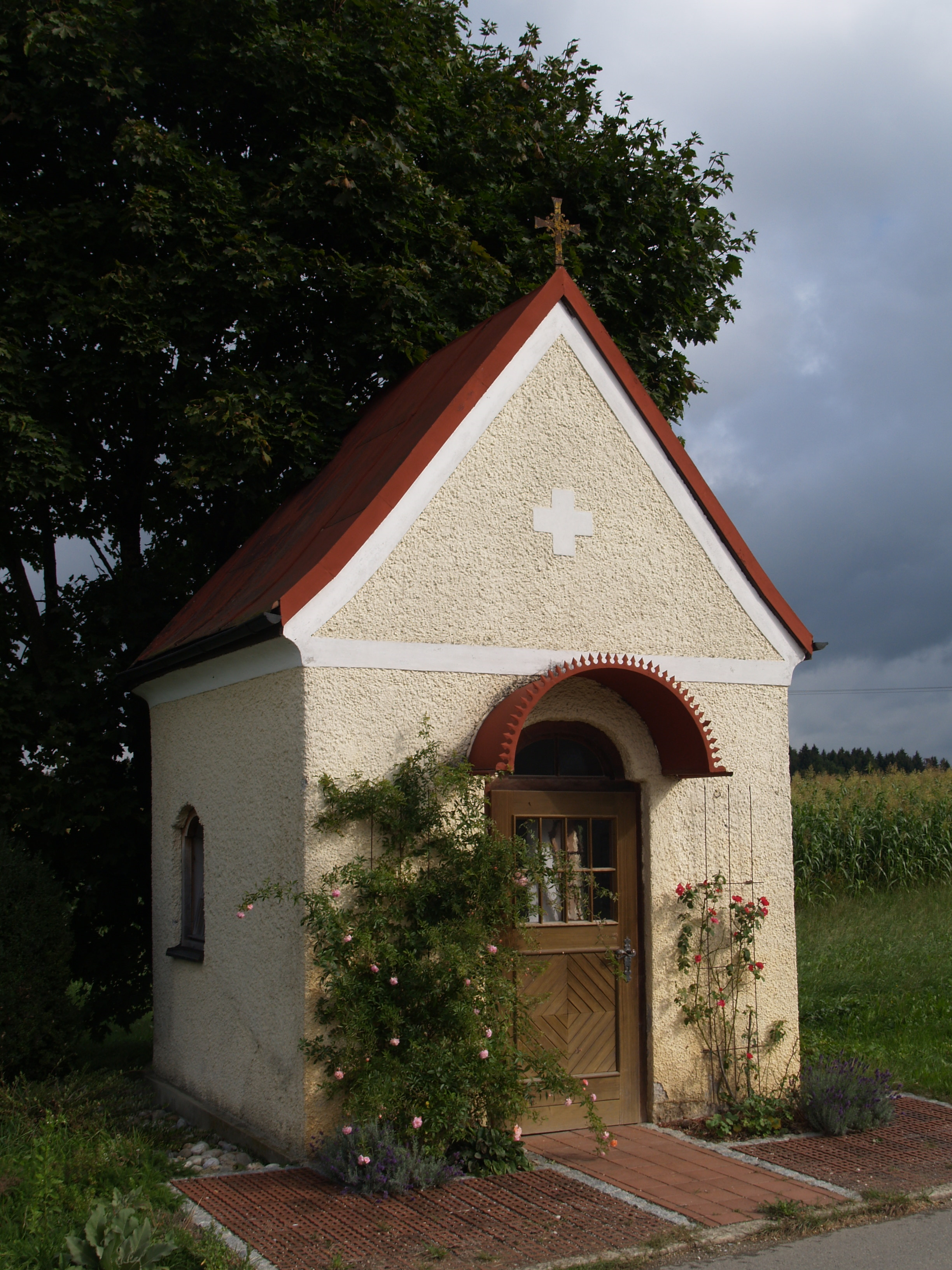
St. Maria in Daring
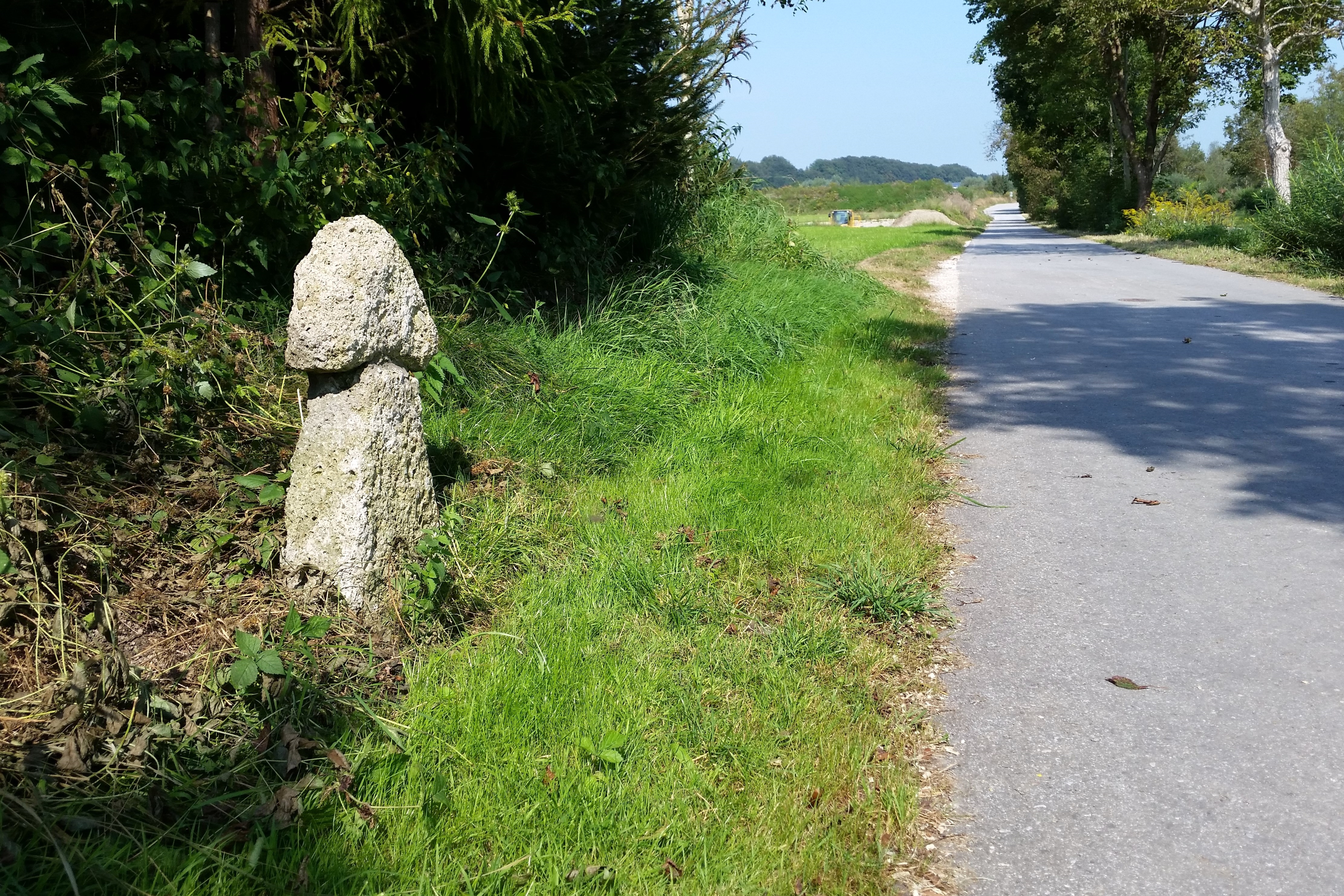
Wegkreuz Niederheining
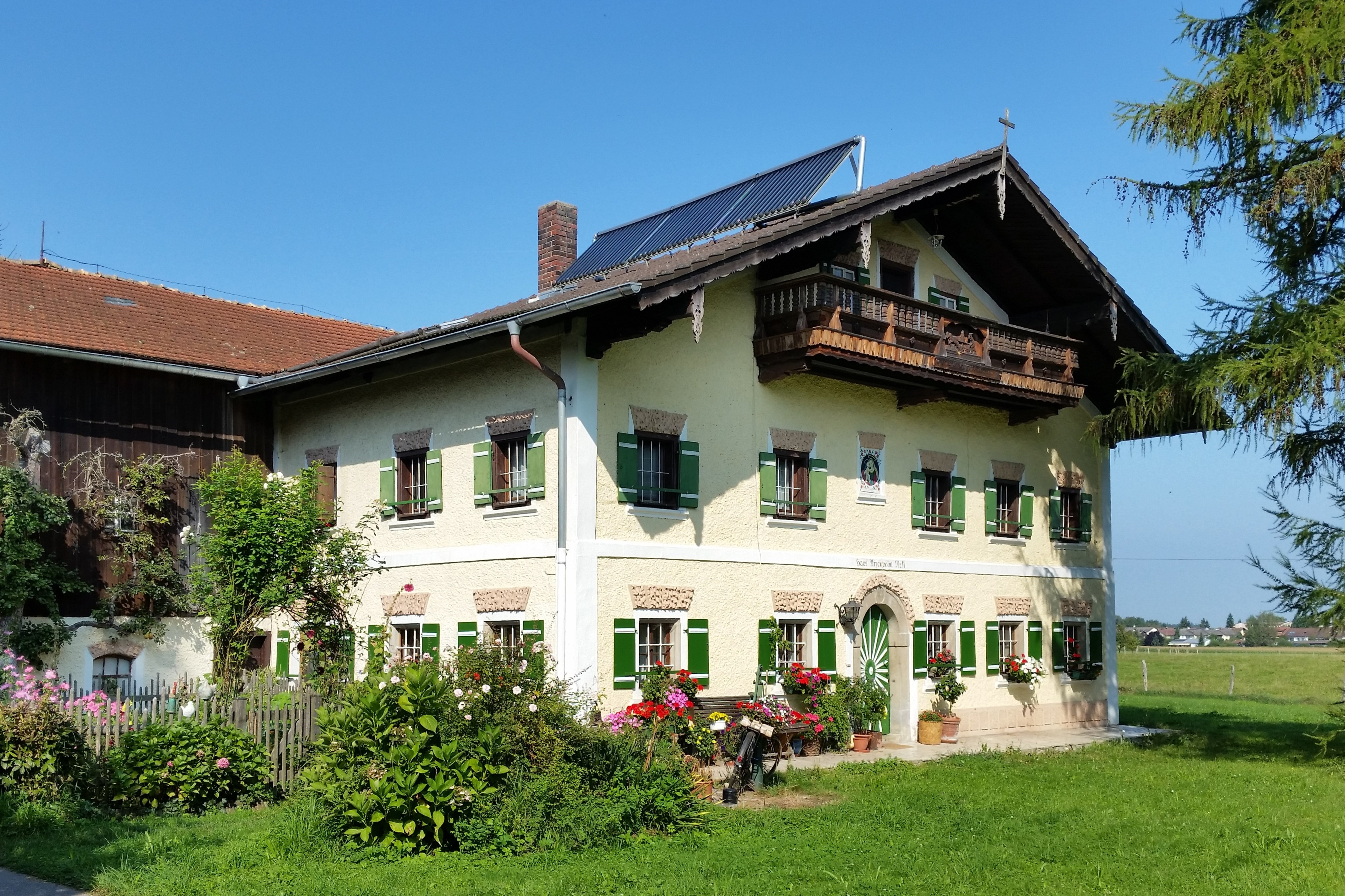
Bauernhaus in Arzenpoint
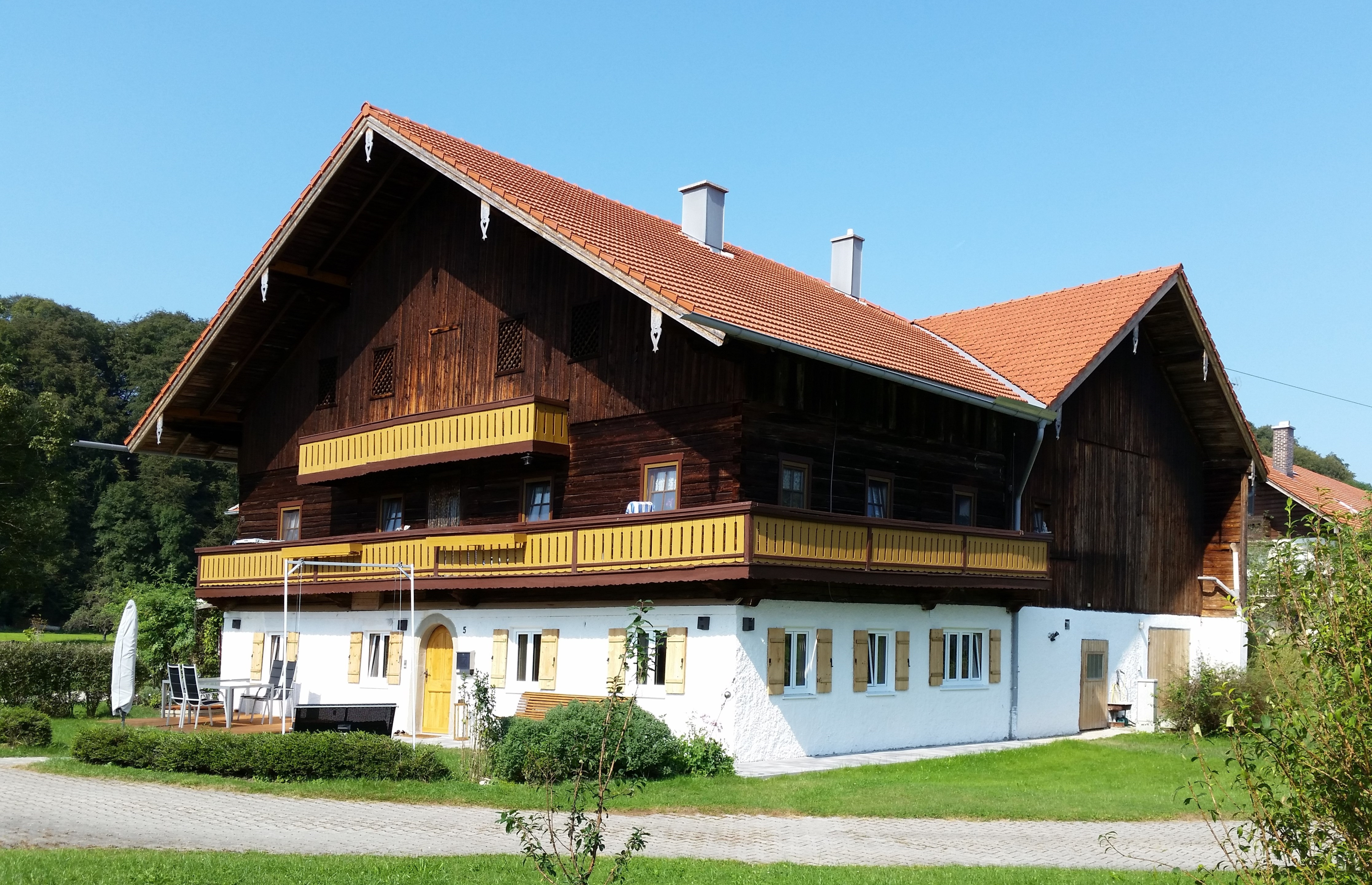
Bauernhaus in Niederheining
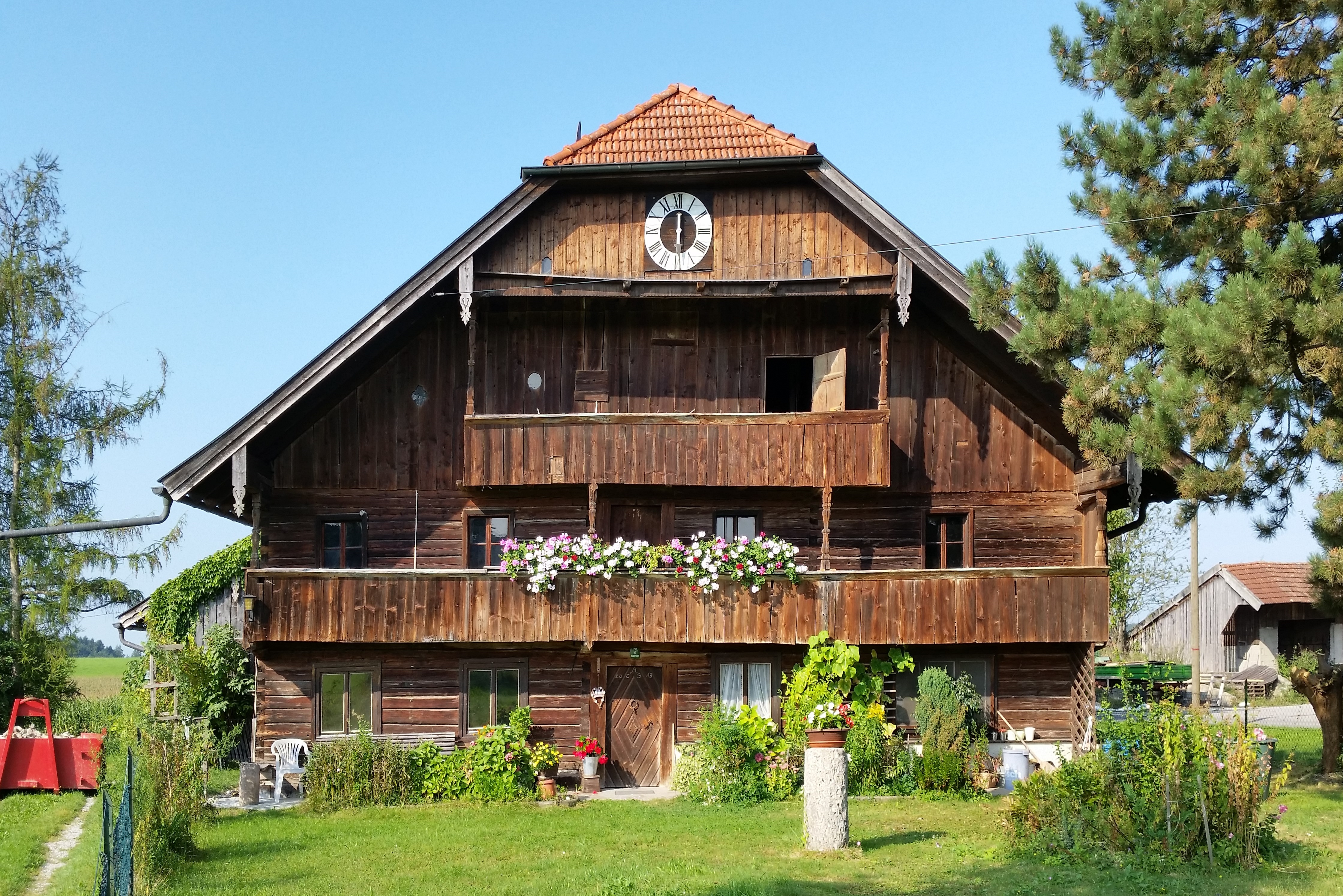
Aussiedelhof bei Haiden